# Monocladum aegyptiacum
Monocladum aegyptiacum är en skalbaggsart. Monocladum aegyptiacum ingår i släktet Monocladum och familjen långhorningar.

## Underarter
Arten delas in i följande underarter:
- M. a. aegyptiacum
- M. a. arabicum
- M. a. granulipenne